# Doraemon: Nobita to mugen san-kenshi
Doraemon: Nobita to mugen san-kenshi (ドラえもん のび太と夢幻三剣士?), è un film d'animazione del 1994 diretto da Tsutomu Shibayama.
Si tratta del quindicesimo film di Doraemon, distribuito nelle sale giapponesi il 12 marzo 1994.

## Trama
Stanco di essere continuamente vittima di spaventosi incubi, Nobita chiede a Doraemon di dargli un ciusky per sognare ciò che vuole. Inizialmente cerca di avere un sogno riguardo Atlantide, ma invano. Decide allora di vivere un'avventura ispirata a I tre moschettieri ed ambientata in un regno fantasy. Nel sogno, Nobita ed i suoi amici dovranno però sconfiggere un re malvagio: se non fossero riusciti nell'intento, quest'ultimo sarebbe uscito dal sogno di Nobita e avrebbe rovinato i sogni delle altre persone.